# Sunčani sat
Sunčani sat je astronomska naprava koja pokazuje položaj sunca na nebu. Jedni su od prvih satova, izumljeni prije otprilike 5000 godina u Egiptu. Sjena pokazivača (Gnomon) prikazuje koliko je sati. Sunčani satovi koriste se danas samo kao ukras na trgovima ili zgradama. Ako je postavljen na ispravan način pokazuje i do 5 minuta točno.